# Orosei
Orosei (sardinsky: Orosèi) je italská obec (comune) v provincii Nuoro v regionu Sardinie. Nachází se ve výšce 19 metrů nad mořem a má přibližně 6 800 obyvatel. Rozloha obce je 91,00 km².